# راتسهاوزن
راتسهاوزن (به آلمانی: Ratshausen) یک شهر در آلمان است که در تسولرنالبکرایس واقع شده‌است. راتسهاوزن ۷۸۲ نفر جمعیت دارد.